# Endre Gellért
Endre Gellért (ur. 1 października 1914 w Budapeszcie, zm. 1 marca 1960 tamże) – węgierski reżyser.
W 1935 debiutował w budapesztańskim teatrze Vig, od 1945 współpracował z Teatrem Narodowym, którego w 1948 został głównym reżyserem i kierownikiem literackim. W swoich przedstawieniach przykładał wagę do szczegółowego przedstawiania realiów historycznych i obyczajowych oraz psychologicznej motywacji działań bohaterów. Do ważniejszych jego inscenizacji należą: Bóg, cesarz i chłop Gyuli Háy'a (1946), Intryga i miłość Schillera (1950), Rewizor Gogola (1951), Hamlet Szekspira (1951), Pigmalion Shawa (1953), Peer Gynt Ibsena (1958). W 1945 został pedagogiem w Akademii Teatralnej w Budapeszcie. Był dwukrotnym laureatem Nagrody im. Kossutha (1950 i 1953).